# Chaetabraeus globulus
Chaetabraeus globulus är en skalbaggsart som först beskrevs av Christian Creutzer 1799.  Chaetabraeus globulus ingår i släktet Chaetabraeus och familjen stumpbaggar. Enligt den svenska rödlistan är arten nära hotad i Sverige. Arten förekommer i Götaland, Gotland och Öland. Artens livsmiljö är jordbrukslandskap. Inga underarter finns listade i Catalogue of Life.